# Museo etnologico delle Apuane
Il museo etnologico delle Apuane "Luigi Bonacoscia è un museo etnografico e antropologico sito a Massa in via degli Oliveti, 81.

## Storia
Il museo, sorto per iniziativa di don Luigi Bonacoscia e del Movimento di Umanesimo Sociale, è una libera associazione, costituita con atto notarile il 14 marzo 1980.
L'ente venive denominato "Museo Etnologico Apuano Ernesto Masnata" in quanto il patrimonio museale era costituito dalla collezione "Masnata" sulla civiltà agricolo-pastorale lunigianese (circa 300 reperti), acquisita dall'Ente Museo, e dalla collezione del Movimento di Umanesimo Sociale (circa 100 reperti).
La varietà e il grande numero di reperti successivamente acquisiti (circa 5000) riguardante i diversi aspetti della vita umana, nelle diverse località in cui sono stati rinvenuti (Massa, Carrara, Lunigiana, Versilia, Garfagnana) mutavano radicalmente la realtà del museo. Si è reso pertanto necessario una denominazione che meglio esprimesse la sua nuova effettiva condizione. In conseguenza di ciò, nell'aprile del 1985, l'assemblea dei soci variava la precedente denominazione in Museo etnologico delle Apuane, e ancora nel 2002, nell'attuale denominazione Museo etnologico delle Apuane "Luigi Bonacoscia"
Dal maggio 1981, quando è stata aperta al pubblico la prima sala, il museo ha continuato nella sua opera di raccolta accrescendo enormemente il proprio patrimonio. Il numero di oggetti conservati ammonta attualmente a circa 10.000 reperti, di cui 8.000 esposti.

## Esposizione
La superficie espositiva è di 976 m² al coperto e di circa 200 m² all'aperto.
Le sezioni in cui è suddiviso sono state articolate come segue: 
- religione
- casa
- agricoltura e allevamento
- arti e mestieri
- commercio
- attività sociali
- mezzi di trasporto
- illuminazione
- riscaldamento
- ceramiche e vetro
- abbigliamento e biancheria
- giochi e sport
- stampe, quadri, stendradi, libri
- gipsoteca
- archeologia industriale